# Caminho Português

Caminho Português

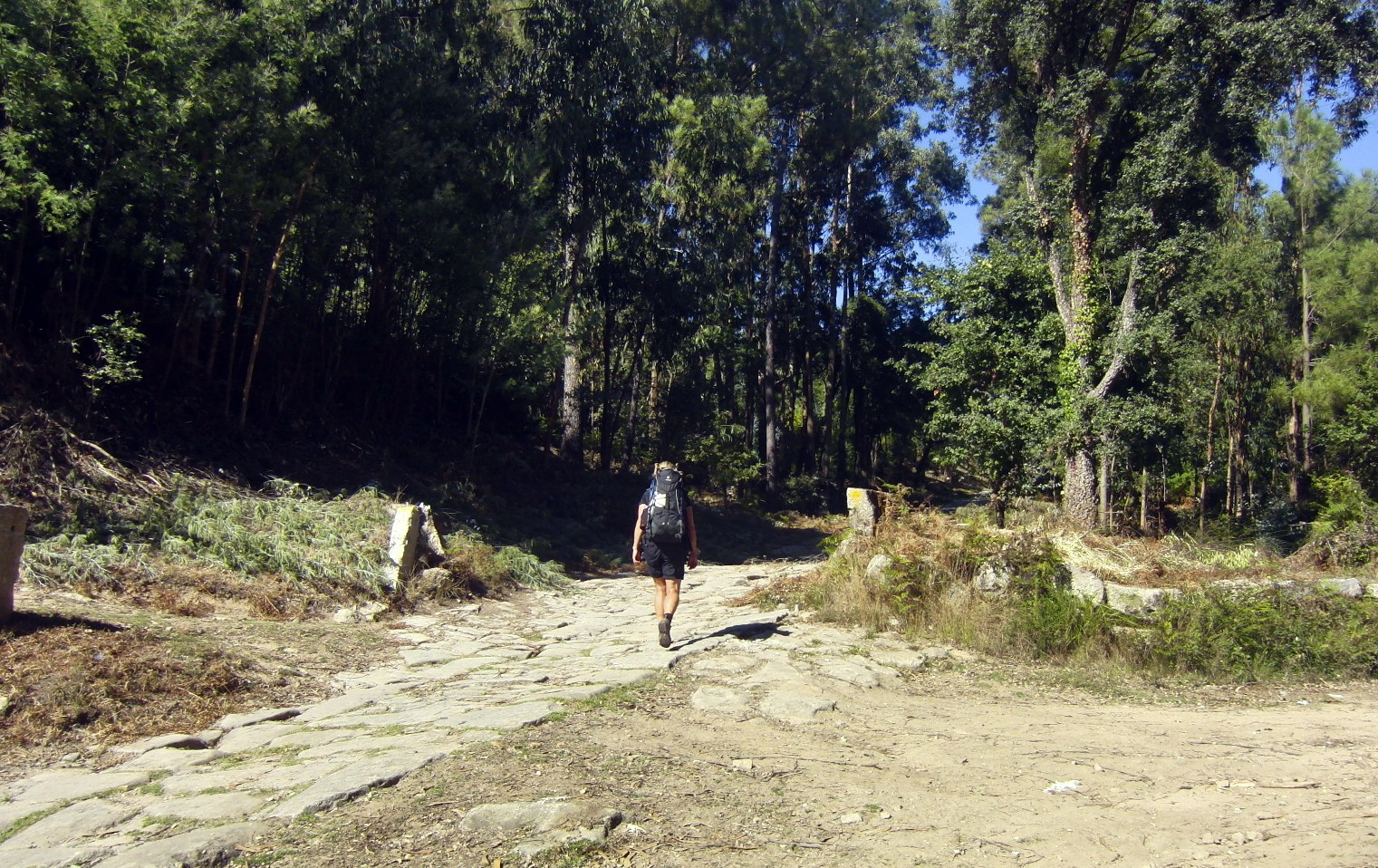
Der Caminho Português bei Coimbra

Der Caminho Português (deutsch Portugiesischer Weg) ist ein Jakobsweg, der von Lissabon nach Santiago de Compostela führt.

## Geschichte
Der Ursprung des Caminho Português als christlicher Pilgerweg begann nach der Unabhängigkeit Portugals im 12. Jahrhundert. Seine Blütezeit erreichte der Weg wohl am Ende des Mittelalters. Zu dieser Zeit erlangte die Pilgerreise zum Grab des heiligen Apostels Jakobus eine wichtige Bedeutung für das europäische Christentum. Zeitgleich fand durch den massiven Pilgerstrom ein reger kultureller Austausch zwischen Santiago de Compostela (Galicien), Lissabon, Coimbra und Porto statt.
Der Portugiesische Weg führt über ca. 620 km von Lissabon durch das Landesinnere über Coimbra, Porto und Tui nach Santiago de Compostela.
Auf verschiedenen historischen Römerstraßen, deren Existenz noch heute durch zahlreiche Meilensteine (Milarios) und alte Steinquader belegt ist, pilgerten zahlreiche Gläubige nach Santiago de Compostela. In den vielen hundert Pilgerherbergen („misericordias“) aus früheren Zeiten finden sich Zeugnisse für die großen Pilgerscharen. Selbst einige Könige und Königinnen des damaligen portugiesischen Hofes unternahmen Pilgerfahrten nach Santiago de Compostela. So soll die Heilige Königin Elisabeth von Portugal Anfang des 14. Jahrhunderts zweimal nach Santiago gepilgert sein und den Heiligen Jakobus so verehrt haben, dass sie sich mit den Zeichen der Pilgerschaft beisetzen ließ.
Heute ist der nördlichste Teil des Weges mit einer guten Infrastruktur von Herbergen ausgestattet, während in Portugal Pilgerherbergen selten zu finden sind. Der portugiesische Weg führt durch das Landesinnere und passiert die Städte Santarém, Tomar, Coimbra, Porto, Tui und Santiago. Als alternative Route gibt es ab Porto zwei weitere Varianten: den Caminho Portugues da Costa, der teilweise mit dem Zentralweg zusammen verläuft, aber häufig näher an der Küste ist, und den Senda Litoral, der die meiste Zeit möglichst nah an der Küste verläuft. Alle Varianten treffen in Redondela zusammen. Eine weitere Alternative führt von Santarém nach Fatima, um dann in Coimbra wieder auf den Hauptweg zu treffen.

## Wegschema des Caminho Português von Porto nach Santiago de Compostela

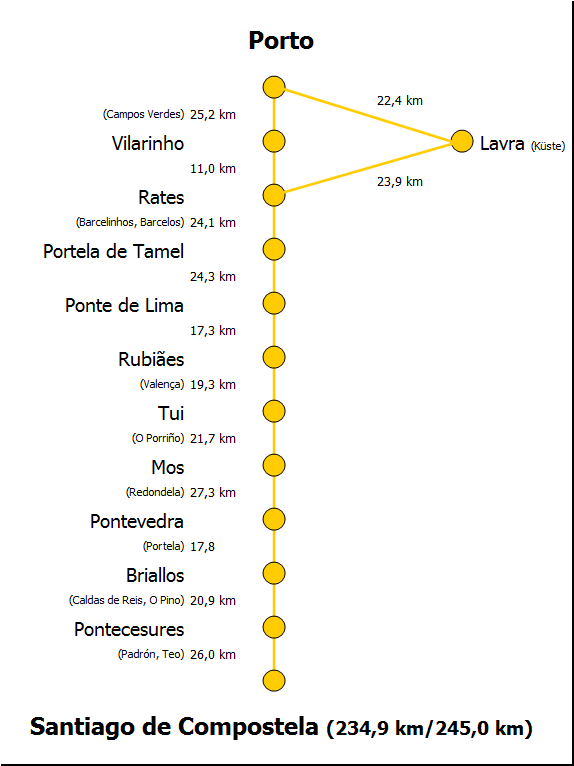
Wegschema des Caminho Português von Porto nach Santiago de Compostela

Das Wegschema stellt Tagesetappen zwischen 11 und 27 km dar. Mögliche Zwischenstationen sind in Klammern angegeben. Bei Lavra handelt es sich um eine Alternativstrecke entlang der Küste, die in Rates wieder auf den offiziellen Weg führt.